# Lippe (Schiff, 1917)
Die Lippe war das einzige Schiff der sieben ab 1915 fertiggestellten Frachter der Remscheid-Klasse des Norddeutschen Lloyd (NDL), das auch unter deutscher Flagge im Frieden zum Einsatz kam. Die für den Ostasiendienst des NDL vorgesehenen Schiffe wurden 1919 auf Grund der Kapitulationsbestimmungen an die Siegermächte ausgeliefert und kamen unter fremden Flaggen in Dienst.

Die Ellerman Lines setzten das als Porta vom Stapel gelaufene Schiff ab 1921 unter dem Namen City of Dunedin ein.
Im Dezember 1927 erwarb der NDL das Schiff und benannte es Lippe, da den ursprünglichen deutschen Namen inzwischen ein Neubau der Reederei führte. Die Lippe wurde meist nach Ostasien eingesetzt.
Die Lippe wurde im April 1940 bei Narvik versenkt. Wieder gehoben und repariert wurde sie am 7. März 1944 vor Namsos endgültig versenkt.

## Geschichte

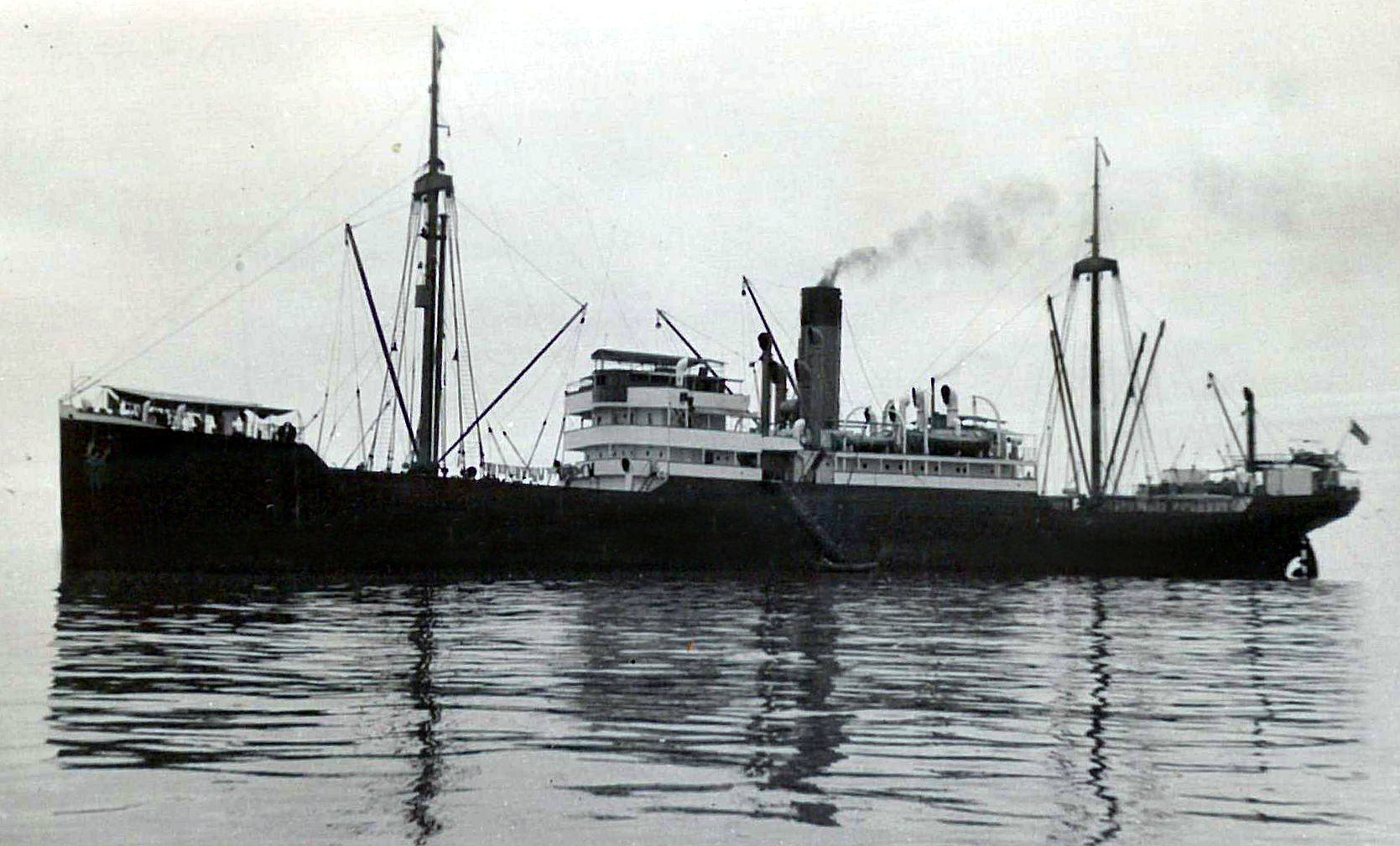
Der Neubau Porta

### Bau, Auslieferung und erste Jahre
Die spätere Lippe war das letzte der vier Schiffe, die der Bremer Vulkan in Vegesack fertigstellte. Die Schiffe der Remscheid-Klasse hatten vier Masten und auf dem Vorschiff ein Ladebaumpaar.
Am 19. August 1919 wurde die Baunummer 585 fertiggestellt, die im Juni 1917 als Porta vom Stapel gelaufen war. Die Porta wurde am 5. September 1919 als Kriegsentschädigung an Großbritannien ausgeliefert und anfangs von Lamport & Holt eingesetzt. 1921 erwarben Ellerman Lines das Schiff und setzten es als City of Dunedin nach Australien ein.

### Beim NDL
Im Dezember 1927 erwarb der NDL das Schiff und setzte es als Lippe anfangs vorrangig nach Ostasien, aber auch nach Australien ein. Den früheren Namen Porta (nach der Porta Westfalica) führte seit 1921 ein Frachterneubau der Minden-Klasse von 4162 BRT. Den Namen Lippe des deutschen Flusses und Kleinstaats hatte beim NDL zuvor ein 1915 fertiggestellter Frachter der Rheinland-Klasse geführt, der im Krieg nicht eingesetzt worden war und ab 1919 in britischen Diensten stand (zuletzt als Pipiriki).
Nach 1932 wurde die Lippe häufig nach Südamerika eingesetzt. 1937 holte sie Erz aus Australien und traf in Adelaide auf der Rückreise auf den Linienfrachter Aller, der seine Reise nach Niederländisch-Indien fortsetzte.

### Zweiter Weltkrieg
Im August 1939 befand sich die Lippe auf dem Weg nach Ostasien und änderte auf Grund der Nachrichten den Kurs, um zurück nach Deutschland zu gelangen. Am 5. September 1939 lief sie in Narvik ein. Sie wich dann weiter nach Murmansk aus und erreichte am 6. Oktober Kiel.
 1940 befand sich die Lippe beim deutschen Überfall auf Norwegen in Narvik zum Erztransport und wurde dort durch britische Zerstörer bei deren zweiten Angriff am 13. April versenkt.
Gehoben und repariert wurde die Lippe 1941 wieder als Transporter und Frachtschiff eingesetzt. Am 7. März 1944 wurde sie von dem britischen U-Boot Sceptre bei 64° 32′ 0″ N, 10° 38′ 0″ O vor Namsos torpediert. Der Versuch, das Schiff auf Strand zu setzen scheiterte; es zerbrach und ging verloren.